# 구재서
구재서(具載書, 1963년 8월 15일 ~ )는 전 KBO 리그 OB 베어스의 외야수이다.
신일고등학교를 졸업하고 1982년 한국 프로 야구가 출범함에 따라 OB 베어스의 원년 멤버로 참가하여 활동하였다. 원년 멤버로서 OB 베어스에서 같이 활동하였던 전 야구선수이자 NC 다이노스의 2군 수비 코치 구천서는 그의 쌍둥이 형이며  두 사람과 박흥식 등이 1978년 서울 신일고로, 안언학 주대중 등이 같은 해 서울 중앙고로 진학하면서  대구야구는 한동안 침체기를 맞이하기도 했다.

## 프로야구 시절
신일고등학교를 졸업하고 1982년에 OB 베어스에 입단, 원년 멤버로 활동하였다. 선수 시절 주 포지션은 외야수였으며, 발이 빨라 주로 대주자로 출장하였다. 그 후 1989년까지 활동하다가 은퇴한다.

## 출신 학교
- 대구옥산초등학교
- 경운중학교
- 신일고등학교